# Hùng Vương

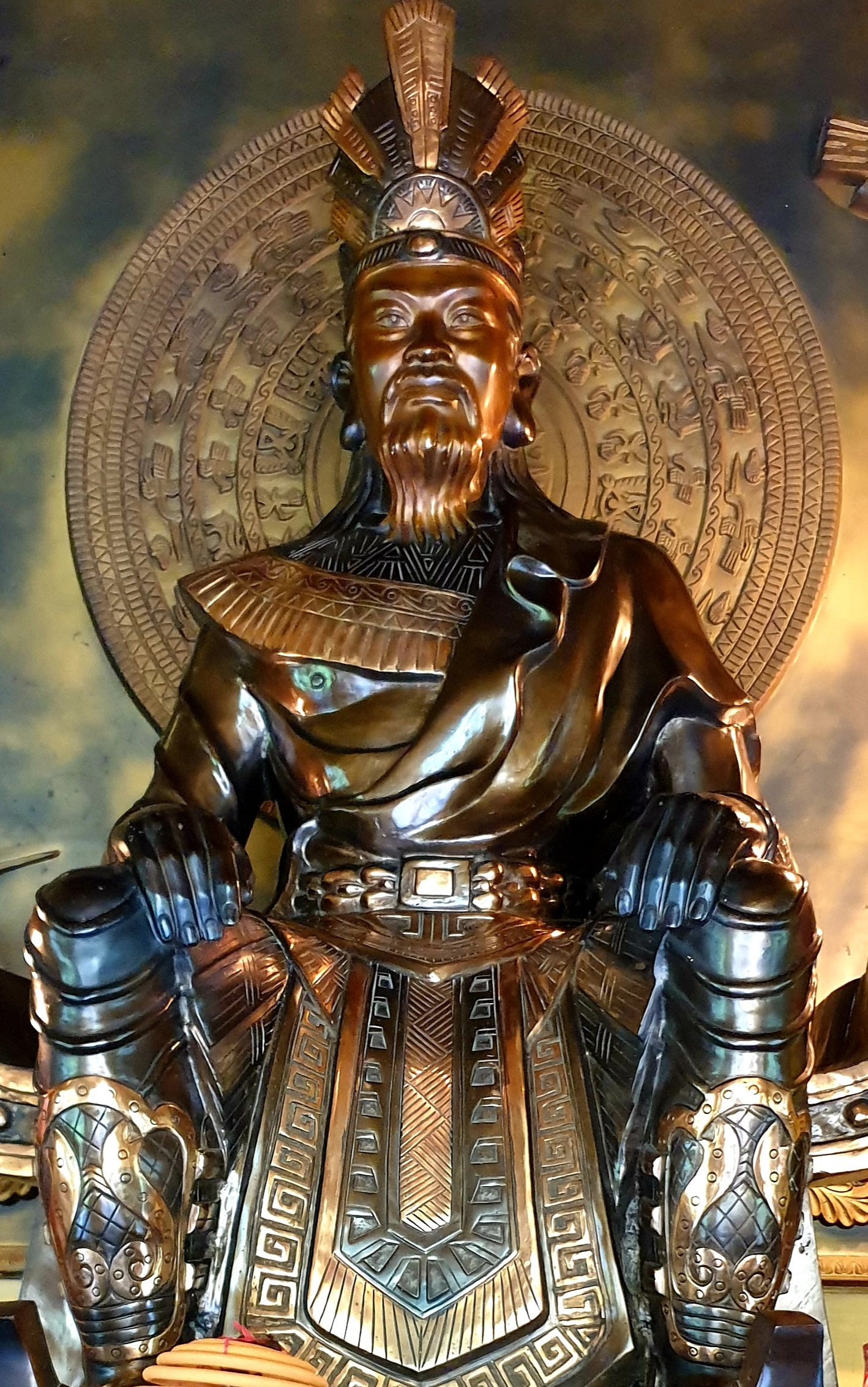
Tượng Hùng Vương trong Khu tưởng niệm các Vua Hùng tại Công viên Tao Đàn

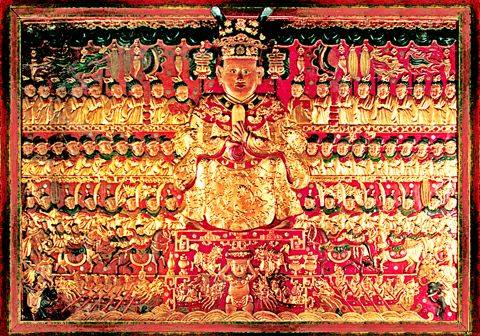
"Bảo vật quốc gia" - Phù điêu Quốc tổ Lạc Long Quân và các nhân vật thời đại Hùng Vương được lưu giữ tại Đền Nội Bình Đà, xã Bình Minh, huyện Thanh Oai, thành phố Hà Nội.

Hùng Vương (chữ Hán: 雄王) hay vua Hùng là cách gọi dành cho các vị vua nước Văn Lang của người Lạc Việt, tồn tại vào khoảng thế kỷ VII đến thế kỷ II trước Công nguyên (TCN).
Hùng Vương có tổng 18 đời vua.

## Sử liệu
Trong sử liệu Việt Nam, Hùng Vương được nhắc đến trong Lĩnh Nam chích quái (đời Lý-Trần) cùng truyền thuyết Âu Cơ-Lạc Long Quân. Đại Việt sử lược đời Trần cũng có ghi chép "Đến đời Trang Vương nhà Chu (696-682 trước Công nguyên-ND) ở bộ Gia Ninh có người lạ, dùng ảo thuật qui phục được các bộ lạc, tự xưng là Hùng Vương đóng đô ở Văn Lang, đặt quốc hiệu là Văn Lang, phong tục thuần lương chơn chất, chính sự dùng lối thắt gút. Truyền được 18 đời đều xưng là Hùng Vương (có bản dịch là Đối Vương, 碓王)." Đại Việt sử ký toàn thư thời Hậu Lê chính thức đưa Hùng Vương làm quốc tổ.
Trong sử liệu Trung Quốc, danh xưng "Hùng Vương" được ghi chép trong sách Thái Bình quảng ký, thế kỷ thứ X, dẫn Nam Việt chí khoảng thế kỷ V: "Vùng đất Giao Chỉ rất màu mỡ, di dân đến ở, thoạt đầu biết trồng cấy. Đất đen xốp. Khí đất hùng (mạnh). Vì vậy ruộng ấy gọi là ruộng Hùng, dân ấy là dân Hùng."
Sử kí, quyển 113, Nam Việt liệt truyện, 53, Sách ẩn (thời Nhà Đường – Tư Mã Trinh soạn) dẫn Quảng châu kí chép: 
“Quận Giao Chỉ có ruộng Lạc, dân trông nước thủy triều lên xuống mà làm ăn ở ruộng ấy nên đặt tên là người Lạc. Có các chức Lạc Vương – Lạc hầu, các huyện tự đặt chức Lạc tướng đeo ấn đồng dải xanh, tức là chức Lệnh-Trưởng ngày nay vậy. Sau đó con vua Thục đem quân đánh Lạc Hầu, tự xưng là An Dương Vương, trị ở huyện Phong Khê.
Cựu Đường thư (viết thời Hậu Tấn – Lưu Hú soạn, năm 945 SCN), quyển 41, Chí 21, Địa lí 4, dẫn Nam triều công nghiệp diễn chí (viết thời Lưu Tống, 420 – 479) chép: 
“Đất quận Giao Chỉ rất là màu mỡ, ngày xưa có quân trưởng gọi là Hùng Vương, phụ tá là Hùng Hầu...".
Đoạn này tương tự với miêu tả về Giao Chỉ trong Quảng Châu ký (thế kỷ IV) và Thủy Kinh chú (thế kỷ VI) trích Giao Châu ngoại vực ký thế kỷ IV. Tuy nhiên các sách này không ghi là "Hùng Vương" (雄王) mà ghi là "Lạc Vương" (雒王). Hai chữ này viết gần giống nhau nên có thể đã có sự nhầm lẫn khi ghi chép.

## Truyền thuyết
Theo truyền thuyết, Hùng Vương thứ I là con trai của Lạc Long Quân, lên ngôi vào năm 2524 trước công nguyên (TCN), đặt quốc hiệu là Văn Lang, chia nước làm 15 bộ, truyền đời đến năm 258 trước công nguyên thì bị Thục Phán (An Dương Vương) của tộc Âu Việt chiếm mất nước. Truyền thuyết về Hùng Vương được ghi chép lại lần đầu tiên vào cuối đời Trần tại Hồng Bàng Thị truyện trong sách Lĩnh Nam Chích quái; sau đó được sử gia Ngô Sĩ Liên đưa vào Đại Việt Sử kí Toàn thư ở cuối thế kỉ XV.
Xưa cháu ba đời của Viêm Đế họ Thần Nông là Đế Minh sinh ra Đế Nghi, sau Đế Minh nhân đi tuần phương Nam, đến Ngũ Lĩnh lấy con gái Vụ Tiên, sinh ra Lộc Tục. Lộc Tục là bậc thánh trí thông minh, Đế Minh rất yêu quý, muốn cho nối ngôi. Lộc Tục cố nhường cho anh, không dám vâng mệnh. Đế Minh mới lập Đế Nghi (anh trai Lộc Tục) là con nối ngôi, cai quản phương Bắc là nước Xích Thần, phong Lộc Tục làm Kinh Dương Vương, cai quản phương Nam, các bộ tộc Bách Việt, gọi là nước Xích Quỷ.
Kinh Dương Vương khi xuống Thủy phủ, đã lấy con gái Long Vương Động Đình Quân tên là Thần Long Long Nữ sinh ra Lạc Long Quân. Lạc Long Quân thay cha trị nước Xích Quỷ, còn Kinh Dương Vương không biết rõ đã đi đâu sau khi truyền vị. Đế Nghi truyền ngôi cho con trai là Đế Lai cai trị phương Bắc, Đế Lai nhân thiên hạ vô sự mà đi chu du khắp nơi, đi qua nước Xích Quỷ, thấy Lạc Long Quân đã về Thủy phủ, liền lưu con gái của mình là Âu Cơ ở lại đó.
Lạc Long Quân trở về, thấy Âu Cơ xinh đẹp, liền biến hóa thành chàng trai phong tú mỹ lệ, Âu Cơ ưng theo, Lạc Long Quân liền rước nàng về núi Long Trang. Hai người ở với nhau một năm, sinh ra bọc trăm trứng, sinh ra trăm người con trai anh dũng phi thường. Lạc Long Quân ở lâu dưới Thủy phủ, Âu Cơ vốn là người Bắc quốc, nhớ nhà liền gọi Long Quân trở về. Âu Cơ nói với Lạc Long Quân:
Thiếp vốn người Bắc, cùng ở một nơi với Quân, sinh được một trăm con trai mà không gì cúc dưỡng, xin cùng theo nhau chớ nên xa bỏ, khiến cho ta là người không chồng, không vợ, một mình vò võ.
Lạc Long Quân bảo rằng:
 Ta là loài rồng, sinh trưởng ở Thủy tộc; nàng là giống Tiên, người trên đất, vốn chẳng như nhau, tuy rằng khí âm dương hợp mà lại có con nhưng phương viên bất đồng, thủy hỏa tương khắc, khó mà ở cùng nhau trường cửu. Bây giờ phải ly biệt, ta đem năm mươi con về Thủy phủ, phân trị các xứ, năm mươi con theo nàng ở trên đất, chia nước mà cai trị, dù lên núi xuống nước nhưng có việc thì cùng nghe không được bỏ nhau.
Âu Cơ cùng năm mươi người con trai ở tại Phong Châu, tự suy tôn người con trưởng lên làm vua, lấy hiệu là Hùng Vương.
Hùng Vương lên ngôi, đặt quốc hiệu là Văn Lang, chia nước ra làm 15 bộ là: Giao Chỉ, Chu Diên, Vũ Ninh, Phúc Lộc, Việt Thường, Ninh Hải, Dương Tuyền, Lục Hải, Vũ Định, Hoài Hoan, Cửu Chân, Bình Văn, Tân Hưng, Cửu Đức; đóng đô ở bộ Văn Lang, Phong Châu.
Trong Đại Việt Sử ký Toàn thư, sử gia Ngô Sĩ Liên có lời bàn:
| “                         | Con cháu Thần Nông thị là Đế Minh lấy con gái Vụ Tiên mà sinh Kinh Dương Vương, tức là thủy tổ của Bách Việt. Vương lấy con gái Thần Long sinh ra Lạc Long Quân, Lạc Long Quân lấy con gái Đế Lai mà có phúc lành sinh trăm con trai. Đó chẳng phải là cái đã gây nên cơ nghiệp của nước Việt ta hay sao? | ” |
| — Lời bàn của Ngô Sĩ Liên | |   |

## Sự nghiệp
Lãnh thổ của nước Văn Lang được xác định ở khu vực đồng bằng sông Hồng, phía đông bắc giáp với Âu Việt, phía tây bắc thuộc các tỉnh miền bắc Việt Nam và một phần đất tỉnh Quảng Tây, Trung Quốc ngày nay, phía đông giáp với biển Đông, phía tây tiếp giáp và chạy dọc theo dãy núi Hoàng Liên Sơn (thuộc Lào Cai, Sơn La ngày nay), phía nam giáp Hồ Tôn Tinh (hay Hồ Tôn), một quốc gia Champa cổ. Dân số của Văn Lang khoảng 40, 50 vạn người, chủ yếu phân bố ở khu vực trung du, hạ du sông Hồng và sông Mã.
Hùng Vương sai các em trai phân trị, đặt em thứ làm Tướng võ, Tướng văn. Tướng văn gọi là Lạc Hầu, Tướng võ là Lạc Tướng, con trai vua gọi là Quan Lang, con gái vua gọi là Mị Nương, quan Hữu ty gọi là Bố Chính, thần bộc, nô lệ gọi là nô tỳ, xưng thần là khôi, đời cha truyền con nối gọi là phụ đạo, thay đời truyền nhau cho đến hiệu là Hùng Vương không đổi.
Sách Đại Việt Sử ký Toàn thư chép phần đầu tiên đặt tên là Kỷ Hồng Bàng thị, 3 tiểu mục là Kinh Dương Vương, Lạc Long Quân và Hùng Vương. Sách Lĩnh Nam chích quái đặt tên là Truyện Hồng Bàng.
Theo sách Khâm định Việt sử Thông giám cương mục: Theo sách An Nam chí nguyên của Cao Hùng Trưng chép. Giao Chỉ khi chưa đặt làm quận huyện, bấy giờ có ruộng Lạc, theo nước triều lên xuống mà làm ruộng, khai khẩn ruộng ấy là Lạc dân, thống trị dân ấy là Lạc Vương, người giúp việc là Lạc Tướng: đều dùng ấn đồng thao xanh. Nước gọi là Văn Lang. Phong tục thuần hậu, mộc mạc, chưa có chữ nghĩa, còn dùng lối thắt nút dây làm dấu ghi nhớ; truyền được mười tám chi.
Có một số nguồn sử học viết về lãnh thổ của vua Hùng, phía tây đến Ba Thục (Tứ Xuyên, Trung Quốc), phía bắc đến hồ Động Đình (Hồ Nam, Trung Quốc), phía nam giáp nước Hồ Tôn, tức nước Chiêm Thành, là nhầm lẫn với nước Xích Quỷ trong truyền thuyết của người Bách Việt cổ. Nước Văn Lang thuộc tộc người Lạc Việt chỉ là một trong số những tộc người Bách Việt, và cũng là tổ tiên của người Kinh ngày nay. Lạc Việt cùng với Âu Việt là 2 tộc người Bách Việt sống tại vùng đất phía nam. Sau này An Dương Vương (tên thường gọi là Thục Phán), vua nước Âu Việt (nằm ở phía tây bắc nước Văn Lang), đánh bại vua Hùng của nước Văn Lang lập nên nước Âu Lạc. Dân số Âu Lạc thời đó cũng chỉ khoảng 70 vạn, 80 vạn người. Nếu lãnh thổ Văn Lang muốn giáp Ba Thục, Tứ Xuyên và Hồ Động Đình, Hồ Nam thì phải bao gồm cả các tỉnh Quý Châu (diện tích 176.167 km²) và Hồ Nam (diện tích 210.000 km²), phần lớn tỉnh Vân Nam (diện tích 394.000 km²), một phần tỉnh Quảng Tây (diện tích 236.700 km²) của Trung Quốc.

### Ngoại giao
Theo truyền thuyết, năm 2557-2258 TCN, tức năm Mậu Thân thứ 5 đời Đường Nghiêu, Hùng Vương sai sứ sang tặng vua Nghiêu con rùa thần có lẽ hơn nghìn tuổi, mình rùa hơn ba thước, trên lưng có văn khoa đẩu ghi việc từ khi trời đất mới mở mang trở về sau. Vua Nghiêu sai chép lấy gọi là Quy lịch (lịch rùa). Tuy nhiên đây chỉ là truyền thuyết chứ không có ghi chép chính sử xác nhận.
Năm 1110 TCN, chính sử Trung Quốc ghi rằng có xứ Việt Thường sai sứ qua tặng Chu Thành vương một con chim trĩ trắng.

### Văn hóa
Thời Lạc Long Quân trị vì, nhà vua dạy dân ăn mặc, bắt đầu có trật tự về vua tôi, tôn ti, có luân thường về cha con, vợ chồng.
Dân ở rừng núi xuống sông ngòi đánh cá, thường bị giao long làm hại nên tâu lại với Hùng Vương. Hùng Vương bảo rằng: Ở núi là loài rồng cùng với thủy tộc có khác, bọn chúng ưa đồng mà ghét dị cho nên mới xâm hại. Bèn lấy mực xăm hình thủy quái ở thân thể, tránh được nạn giao long cắn hại. Tục xăm mình của Bách Việt bắt đầu từ đây.
Ban đầu do ăn mặc chưa đủ, phải lấy vỏ cây làm áo mặc, dệt cỏ ống làm chiếu nằm, lấy cốt gạo làm rượu, lấy cây quang lang, cây soa đồng làm bánh; lấy cầm thú, cá tôm làm nước mắm; lấy rễ gừng làm muối; lấy dao cày, lấy nước cấy, đất trồng nhiều gạo nếp, lấy ống tre thổi cơm. Gác cây làm nhà để tránh hổ báo; cắt ngắn đầu để tiện vào rừng núi, con đẻ ra lót lá chuối cho nằm, nhà có người chết thì giã cối gạo để cho hàng xóm nghe chạy đến giúp. Trai gái cưới nhau trước hết lấy muối làm lễ hỏi, rồi sau mới giết trâu để làm lễ thành hôn, đem cơm nếp vào trong phòng cùng ăn với nhau cho hết, rồi sau mới tương thông.
| “                                 | Lúc bây giờ, vua tôi cùng đi cày, cha con tắm chung sông không chia giới hạn, không phân biệt uy quyền, thứ bậc. Dân đều vẽ mình, uống nước bằng mũi, cùng nhau vui chơi vô tích sự. | ” |
| — Lịch triều hiến chương loại chí | |   |

### Lãnh thổ
Lãnh thổ nước Văn Lang được sách Đại Việt Sử ký Toàn thư chép: Đông giáp biển Nam Hải, tây đến Ba Thục, bắc đến hồ Động Đình, nam giáp nước Hồ Tôn, tức nước Chiêm Thành, nay là Quảng Nam ngày nay.
Hùng Vương chia nước Văn Lang làm 15 bộ là Giao Chỉ, Chu Diên, Vũ Ninh, Phúc Lộc, Việt Thường, Ninh Hải, Dương Tuyền, Lục Hải, Vũ Định, Hoài Hoan, Cửu Chân, Bình Văn, Tân Hưng, Cửu Đức, đóng đô ở bộ Văn Lang. Theo sách Lĩnh Nam Chích Quái thì 15 bộ là: Giao Chỉ, Chu Diên, Ninh Sơn, Phúc Lộc, Việt Thường, Ninh Hải, Dương Tuyền, Quế Dương, Vũ Ninh, Hoài Hoan, Cửu Chân, Nhật Nam, Quế Lâm, Tượng Quận.
Mười lăm bộ theo sách Khâm định Việt sử Thông giám cương mục chép từ sách Dư địa chí của Nguyễn Trãi, Nguyễn Thiên Túng:
Sơn Nam (bây giờ là Hà Nội, Nam Định, Hưng Yên) xưa là bộ Giao Chỉ. Sơn Tây xưa là bộ Chu Diên, bộ Phúc Lộc. Kinh Bắc (nay là Bắc Ninh) xưa là bộ Vũ Ninh. Thuận Hóa (bây giờ là từ Hải Lăng thuộc Quảng Trị đến Điện Bàn thuộc Quảng Nam) xưa là bộ Việt Thường; An Bang (bây giờ là Quảng Yên) xưa là bộ Ninh Hải; Hải Dương xưa là bộ Dương Tuyền; Lạng Sơn xưa là bộ Lục Hải; Thái Nguyên, Cao Bằng xưa là bộ Vũ Định nội ngoại; Nghệ An xưa là bộ Hoài Hoan; Thanh Hóa xưa là bộ Cửu Chân; Hưng Hóa và Tuyên Quang xưa là bộ Tân Hưng; Còn hai bộ Bình Văn và Cửu Đức thì đều khuyết nghi. Nay khảo ở sách Tấn chí, quận Cửu Đức do nhà Ngô đặt, nay là đất Hà Tĩnh. Sử cũ chua tức là nước Chiêm Thành, bây giờ là đất Bình Định.

### Diệt vong
Theo Đại Việt Sử ký Toàn thư, cuối thời Hùng Vương, vua có người con gái vô cùng xinh đẹp. Thục Vương nghe tiếng, liền sai người đến cầu hôn. Hùng hầu can rằng Thục vương chỉ lấy cớ hôn nhân để xâm lược mà thôi. Thục vương đem lòng oán giận. Về sau Hùng Vương gả con gái cho Sơn Tinh, Thục vương căm giận, căn dặn con cháu phải diệt nước Văn Lang.
Cháu Thục vương là Thục Phán nối ngôi, có dũng lược, đem quân xâm lược Văn Lang. Hùng Vương có binh hùng tướng mạnh đánh bại Thục Phán. Hùng Vương bảo Thục Phán rằng: Ta có sức thần, nước Thục không sợ ư?, rồi bỏ bê đất nước, chỉ lo ăn uống vui chơi. Khi quân Thục kéo sát đến nơi, vua còn say mềm chưa tỉnh. Tỉnh dậy, Hùng Vương cùng đường, thổ huyết nhảy xuống giếng chết, quân lính đầu hàng Thục Phán. Từ đây trong sử sách nước Việt bước sang kỷ mới gọi là Kỷ nhà Thục.
Sử gia Ngô Sĩ Liên cho rằng chuyện Sơn Tinh - Thủy Tinh rất quái đản, chỉ tạm thuật lại để truyền lại sự nghi ngờ.

## Nghi vấn
Trong cuốn Việt Sử tiêu án viết năm 1775, tác giả Ngô Thì Sĩ tỏ ra băn khoăn: "Người ta không phải là vàng đá, sao lại sống lâu được như thế? Điều ấy càng không thể hiểu được?"
Hùng Vương thứ I sinh năm 2879 trước công nguyên, Hùng Vương thứ XVIII lại mất năm 258 trước công nguyên. Nếu tính theo độ tuổi trung bình thì mỗi vị vua sống tới 145 năm (!?), quá chênh lệch so với hiện tại. Theo Nguyễn Khắc Thuần trong "Thế thứ các triều vua Việt Nam" thì giải thích vấn đề này thuộc một trong hai quan điểm đang được các nhà sử học tạm chấp nhận: 18 vị vua Hùng không phải là 18 cá nhân cụ thể, mà là 18 chi (nhánh/ngành), mỗi chi này lại gồm có nhiều vị vua thay phiên nhau trị vì và dùng chung vương hiệu. Thậm chí con số 18 có thể chỉ nên hiểu là con số tượng trưng ước lệ, vì 18 là bội số của 9 - vốn là một số thiêng đối với người Việt.
Cũng có những giả thuyết về một quốc gia cổ là Việt Thường. Cổ sử Trung Hoa có chép: vào thời Chu Thành Vương (1042-1021 TCN) có người ở Việt Thường đến dâng chim trĩ trắng. Khi sứ giả Việt Thường về nước, vì không biết đường nên Chu Công đã cho lấy năm cỗ xe bình xa (軿車, xe có màn che thời xưa) sửa thành xe chỉ nam rồi cấp cho sứ giả để giúp sứ giả xác định phương hướng. Có thể đặt ra giả thiết: hoặc Văn Lang là nhà nước kế tục Việt Thường, khi Văn Lang thay thế Việt Thường đã đặt tên Việt Thường làm một trong 15 bộ của mình; hoặc Việt Thường là một bộ lạc trong nhà nước Văn Lang. Cả Văn Lang và Việt Thường đều có thể xếp vào thời kỳ những vua Hùng, tên nước thì có thể đặt từ khi thành lập để gọi nhưng tên thời đại Hồng Bàng thì chắc chắn sau này các sử gia tự đặt cho dễ sắp xếp và theo dõi.
Theo các nghiên cứu văn hóa đồng bằng sông Hồng của Liam C. Kelley, thì các vua Hùng là truyền thuyết  do giới trí thức Nho học tại đồng bằng sông Hồng thời trung đại sử dụng như một minh chứng cho bản sắc riêng, tách biệt với các khái niệm thuộc di sản văn hóa mà người Trung Hoa du nhập vào Việt Nam. Và rồi chính họ đã dựa vào những văn bản xưa cổ để lấy chất liệu và cảm hứng nhằm kiến tạo một lịch sử cũng như một bản sắc bản địa cho bản thân mình, do đó đã đóng góp cho việc sáng tạo ra một bản sắc địa phương. Theo ông, truyền thuyết về vua Hùng vốn được bắt đầu bởi giới tinh hoa Hán hóa ở miền Bắc Việt Nam thời trung đại được người Việt Nam ngày nay dựa vào để phát triển trong suốt nửa thế kỉ qua. Dưới sự chi phối của chủ nghĩa dân tộc ở Việt Nam, những truyền thống được kiến tạo của giới tinh hoa thời trung đại này giờ đây đã trở thành những chân lí không thể thay đổi dù người ta bắt đầu xét lại lịch sử.

## Thờ cúng

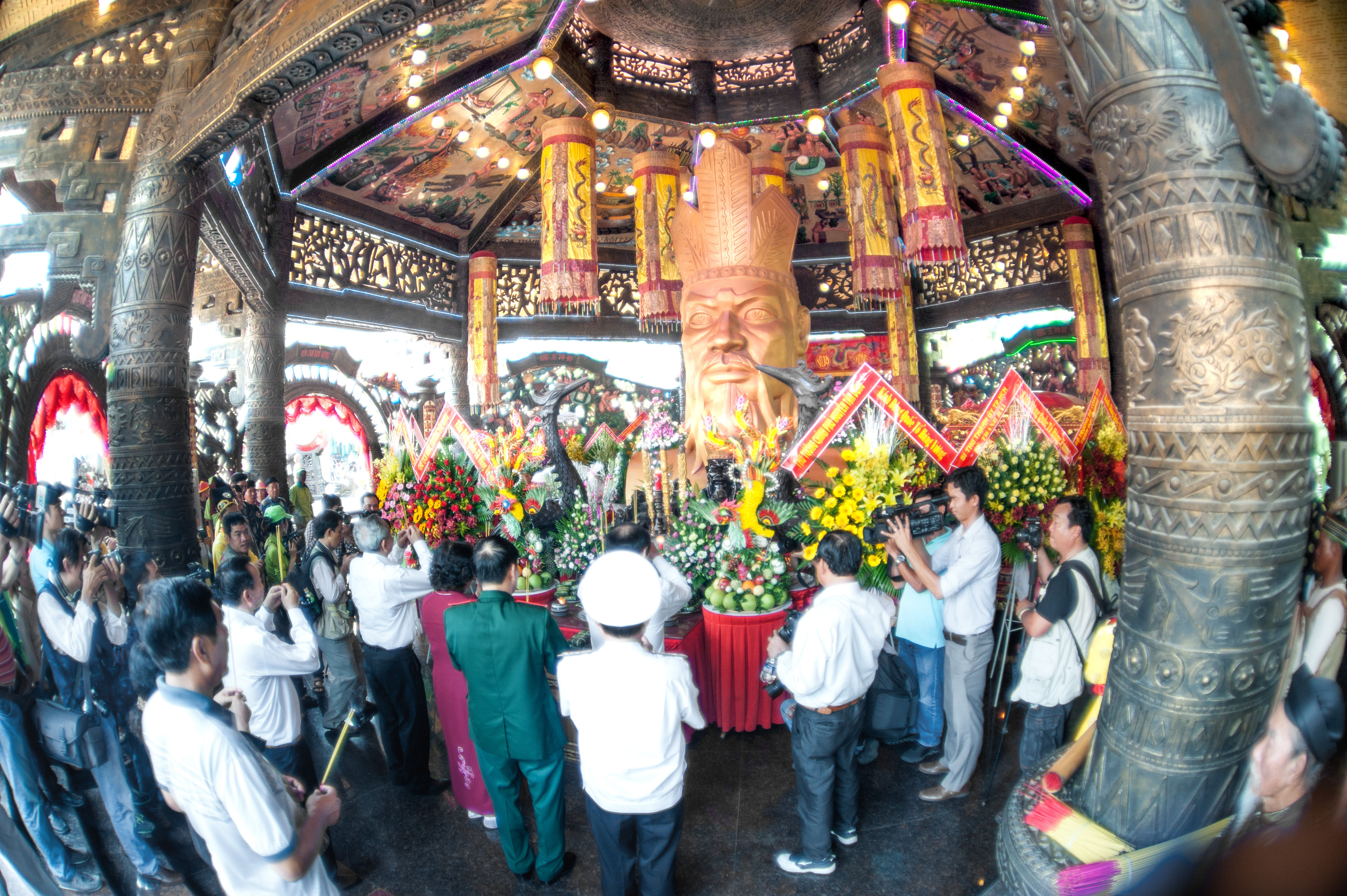
Lễ giỗ Quốc Tổ Hùng Vương ngày 10 tháng 3 âm lịch.

Vào thời nhà Nguyễn, miếu Lịch Đại Đế Vương được dựng từ năm Minh Mạng thứ 4 (1823) trên địa phận xã Dương Xuân, phía nam, ngoài kinh thành Huế, thờ nhiều nhân vật trong đó có Kinh Dương Vương, Lạc Long Quân, Hùng Vương. Giỗ Tổ Hùng Vương hay Lễ hội Đền Hùng là một ngày lễ của Việt Nam. Đây là ngày hội truyền thống của người Việt nhằm tưởng nhớ công lao dựng nước của các vua Hùng. Nghi lễ truyền thống được tổ chức hàng năm vào ngày mồng 10 tháng 3 âm lịch tại Đền Hùng, thành phố Việt Trì, tỉnh Phú Thọ nhưng được dân Việt trong cũng như ngoài nước đều kỷ niệm. Năm 1954, Hồ Chí Minh có buổi gặp mặt với binh lính các Trung đoàn Thủ Đô, trung đoàn 36, trung đoàn Tu Vũ..., đã nói rằng: "Đền Hùng thờ các vua Hùng. Hùng Vương là người sáng lập ra nước ta, là Tổ tiên của dân tộc ta. Ngày xưa, các vua Hùng đã có công dựng nước, ngày nay Bác cháu ta phải cùng nhau giữ lấy nước".
Tại Thành phố Hồ Chí Minh, nhiều cơ sở thờ tự vua Hùng được bà con thành lập để thờ phượng như Đền thờ Hùng Vương tại hẻm 22/93 đường Trần Bình Trọng tại phường 1 ở quận 5 được xây dựng trước năm 1970, ngoài ra còn có Tổ đình Quốc Tổ Lạc Hồng tại số 94 đường Nguyễn Thái Sơn quận Gò Vấp, Đền Hùng Vương tại số 261/3 đường Cô Giang ở quận Phú Nhuận và Đền thờ Quốc tổ Hùng Vương tại số 166/3 đường Đoàn Văn Bơ ở Quận 4

## Vinh Danh
Tên Hùng Vương cũng được đặt cho các tên đường, phố, trường học ở Phú Thọ Việt Nam.

## Đền thờ và lăng mộ

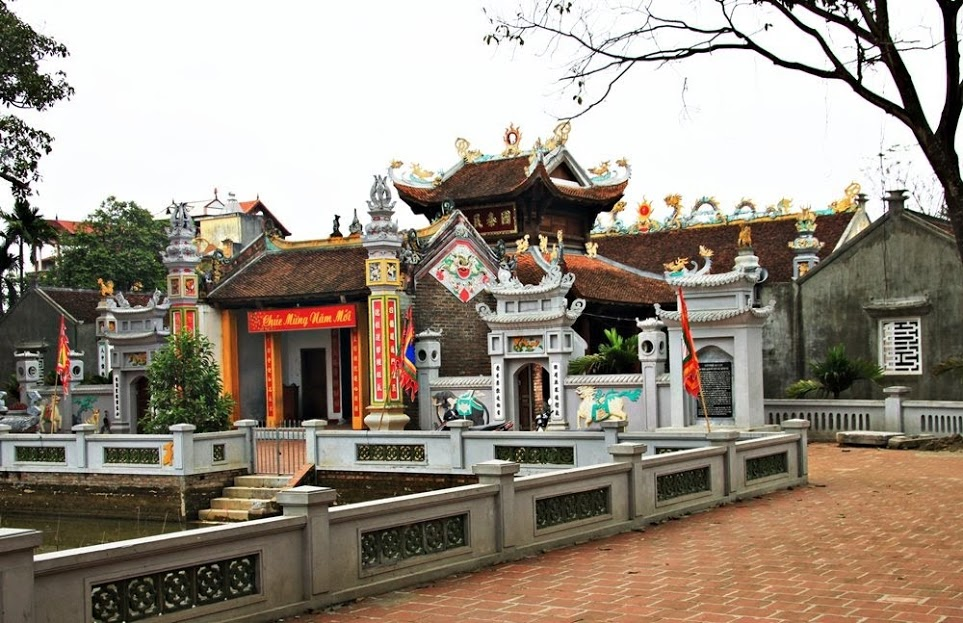
Đền Nội Bình Đà thờ Đức Quốc tổ Lạc Long Quân tại xã Bình Minh, huyện Thanh Oai, thành phố Hà Nội
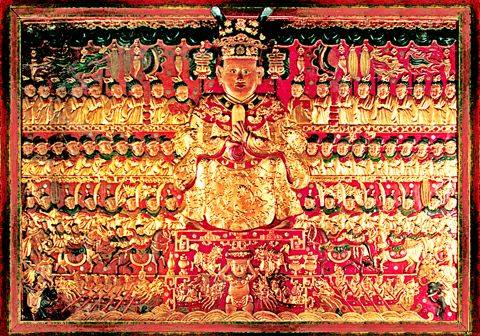
Phù điêu Lạc Long Quân tại Đền Nội Bình Đà
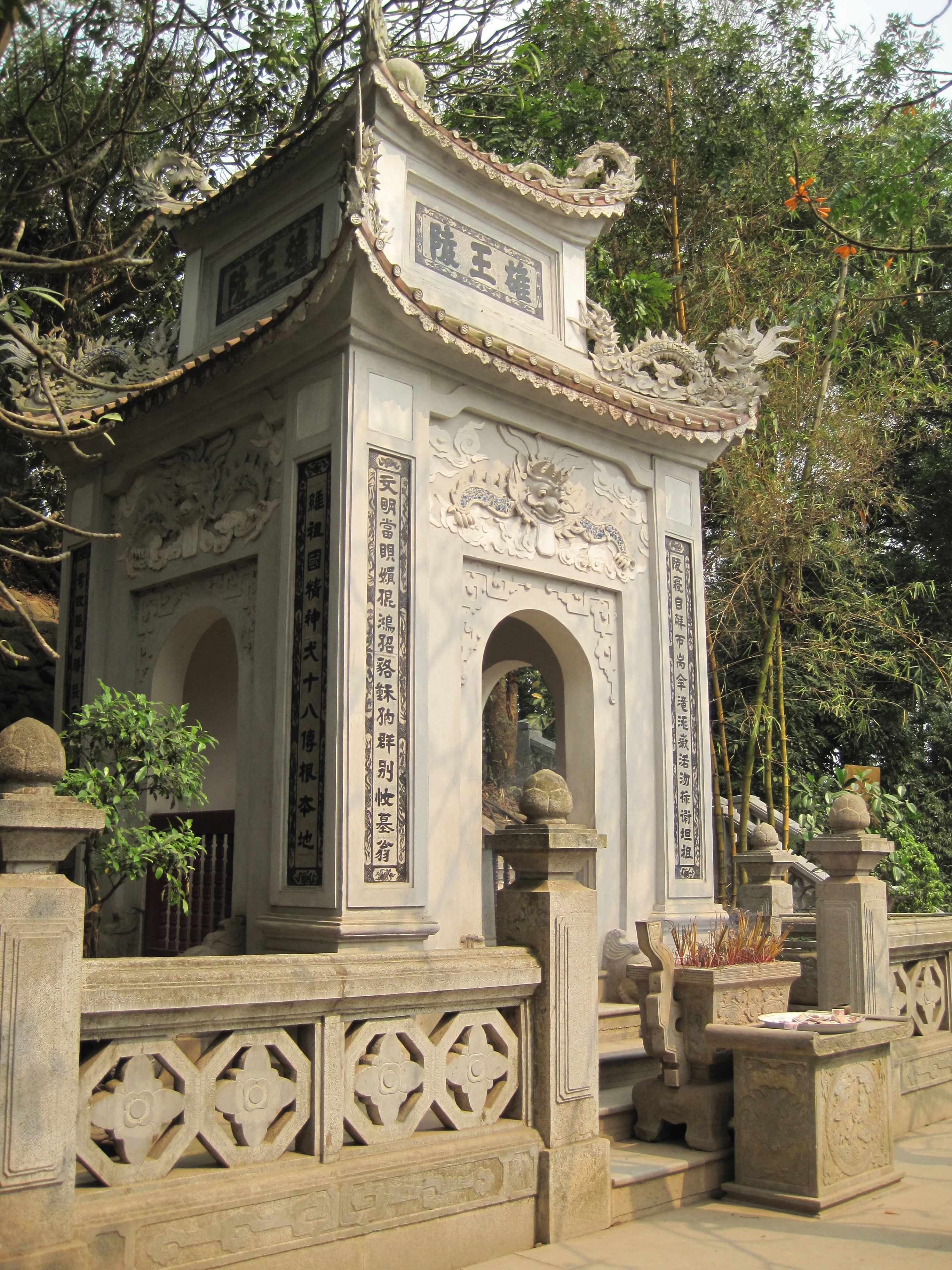
Lăng Hùng vương trên đỉnh núi Nghĩa Lĩnh. Tương truyền đây là mộ của vua Hùng thứ 6.
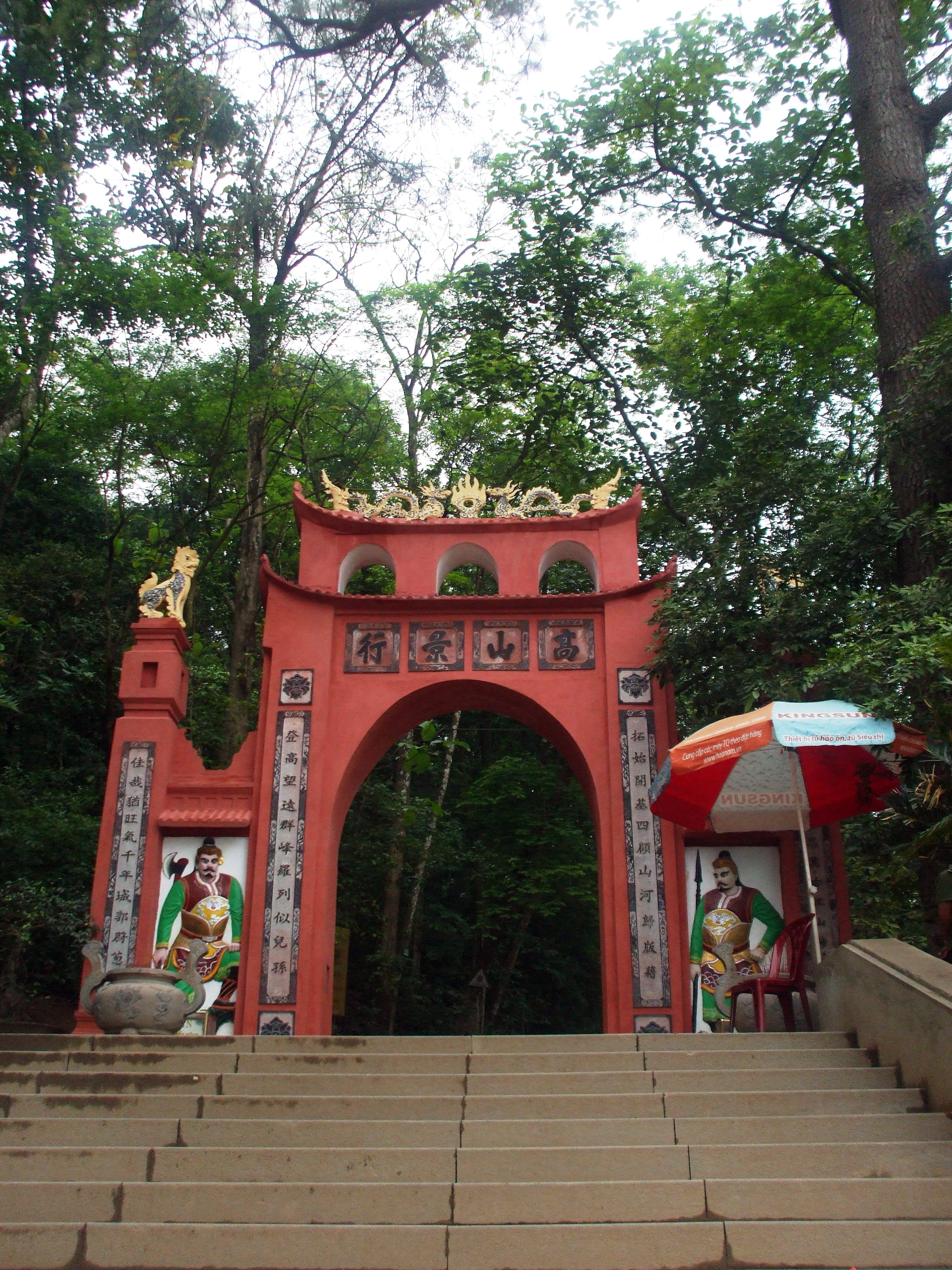
Cổng dẫn lên khu di tích đền Hùng ở Phú Thọ
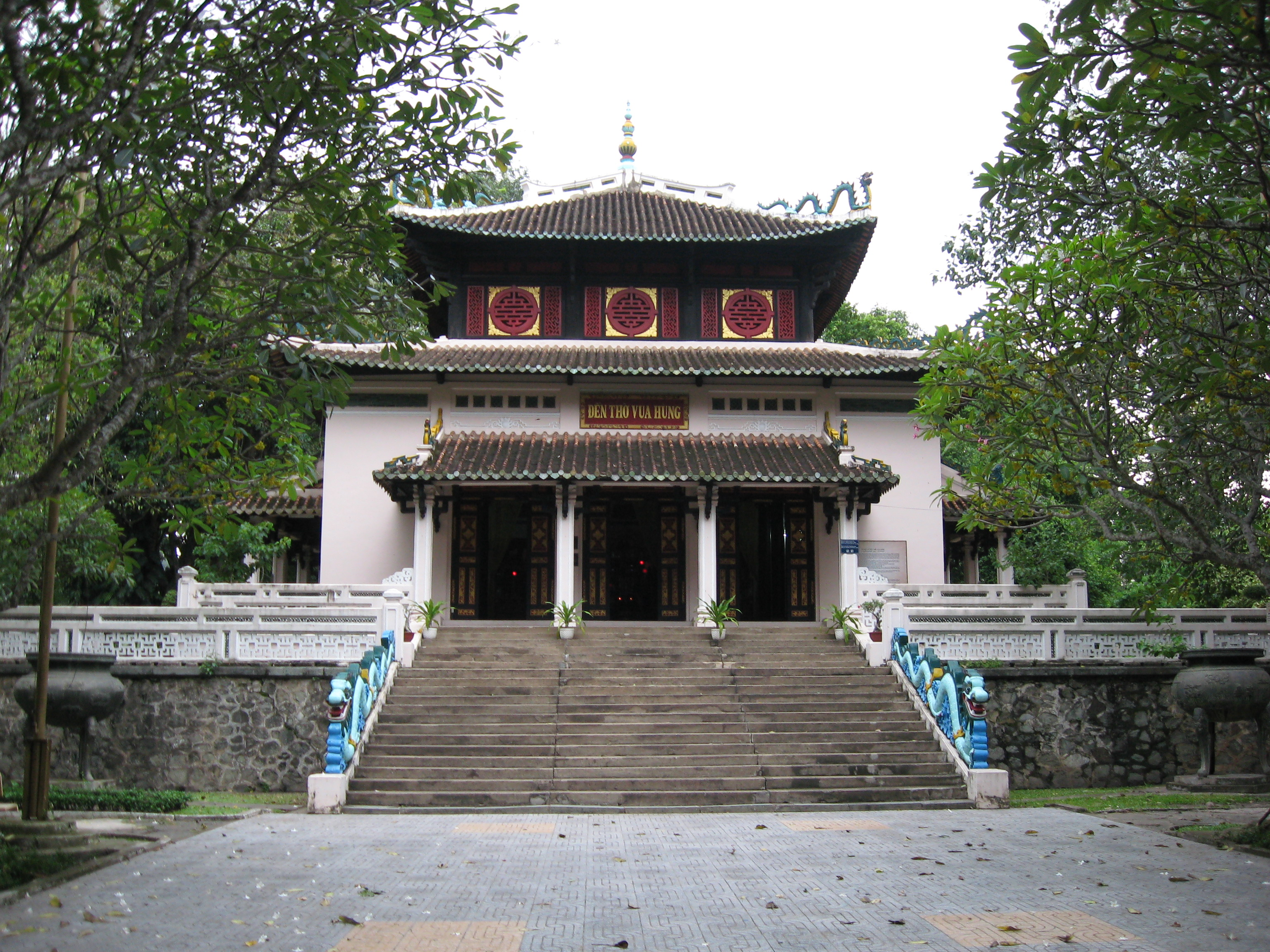
Đền thờ vua Hùng trong Thảo Cầm Viên Sài Gòn
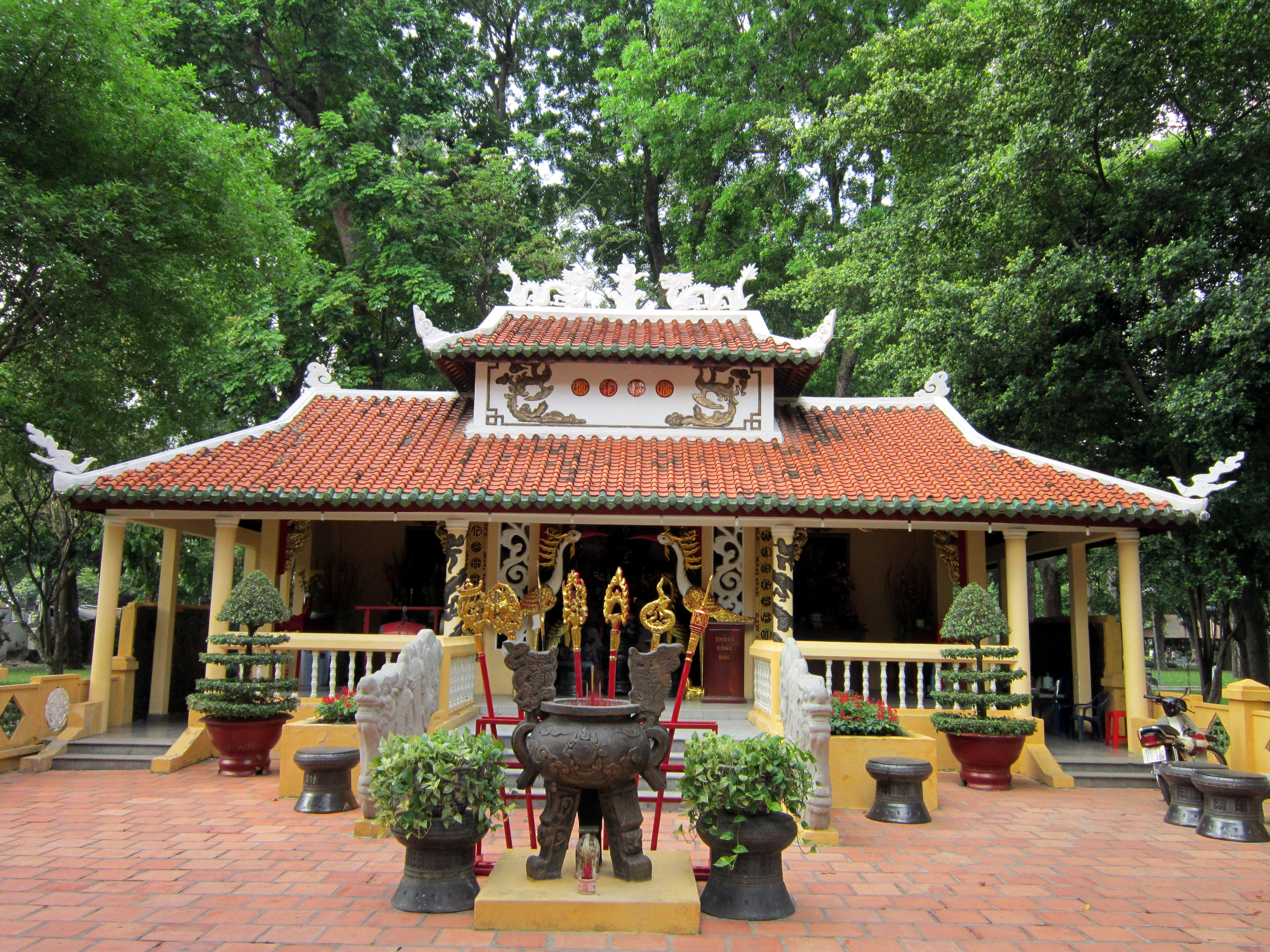
Đền tưởng niệm các vua Hùng trong Công viên Văn hóa Tao Đàn ở Quận 1, Thành phố Hồ Chí Minh.